# Хамболт (Канзас)
Хамболт (енгл. Humboldt) град је у америчкој савезној држави Канзас.

## Демографија
По попису из 2010. године број становника је 1.953, што је 46 (-2,3%) становника мање него 2000. године.
| Група             | 2000.         | 2010.         |
| Белци             | 1.811 (90,6%) | 1.779 (91,1%) |
| Афроамериканци    | 35 (1,8%)     | 28 (1,4%)     |
| Азијати           | 2 (0,1%)      | 0 (0,0%)      |
| Хиспаноамериканци | 103 (5,2%)    | 100 (5,1%)    |
| Укупно            | 1.999         | 1.953         |